# M*A*S*H (televizijska serija)
M*A*S*H je američka dramska crnohumorna televizijska serija premijerno prikazana 1972. na američkoj mreži CBS. Između ostalog, nadahnuta je romanom Richarda Hookera "M*A*S*H: A Novel About Three Army Doctors", te istoimenim filmom iz 1970. Osim u SAD-u, veliku popularnost ima diljem cijelog svijeta, te se godinama reprizira na raznim televizijskim kanalima.

## Radnja serije
Serija prati ekipu američkih liječnika i pomoćnog osoblja iz 4077. pokretne vojne kirurške bolnice (4077th Mobile Army Surgical Hospital - M*A*S*H) u Uijeongbu, u Južnoj Koreji za vrijeme Korejskog rata. Većina epizoda temeljena je na istinitim događajima i pričama ratnih kirurga s kojim je razgovarala producentska ekipa serije. U SAD-u je prikazivana od 1972. do 1983. s gledanošću od 125 milijuna gledatelja. Zanimljivo je da je serija nakon prve sezone zbog male gledanosti skoro bila otkazana.

## Glavna glumačka postava
- Alan Alda (Benjamin Franklin "Hawkeye" Pierce)
- Loretta Swit (Margaret "Hot Lips" Houlihan Penobscott)
- Jamie Farr (Maxwell Q. Klinger)
- William Christopher (otac John Patrick Francis Mulcahy)
- Wayne Rogers (Trapper John McIntyre, sezone 1–3)
- McLean Stevenson (Henry Blake, sezone 1–3)
- Larry Linville (Frank Burns, sezone 1–5)
- Gary Burghoff (Walter Eugene "Radar" O'Reilly, sezone 1–8)
- Mike Farrell (B. J. Hunnicutt, sezone 4–11, zamijenio Trappera)
- Harry Morgan (Sherman T. Potter, sezone 4–11, zamijenio Henryja Blakea)
- David Ogden Stiers (Charles Emerson Winchester III, sezone 6–11, zamijenio Franka Burnsa)

## Nagrade
Serija je osvojila mnoge nagrade, a od više od 100 nominacija za nagradu Emmy osvojila ih je 14. Godine 2002. serija je postavljena na 25. mjesto ljestvice "TV Guide’s 50 Greatest TV Shows of All Time", a godinu poslije Writers Guild of America (američki sindikat pisaca iz filmske, televizijske i radijske produkcije, kao i novih medija) seriju je postavio među pet najboljih svih vremena.

## Vanjske poveznice
- M*A*S*H u internetskoj bazi filmova IMDb-a